# Hamid Resa Shakeri Niasar
Hamid Resa Shakeri Niasar, född 1967, är en iransk diplomat och tjänsteman, som 2012-2016 var Irans ambassadör i Sverige.
Shakeri Niasar har tjänstgjort vid det iranska utrikesministeriet sedan 1996. Han var konsul vid Irans ambassad i Rom 2001–2004, biträdande chef för logistikfrågor vid utrikesministeriet 2004–2005, biträdande chef för sociala frågor vid utrikesministeriet 2005–2007 och chef för iranska frågor vid utrikesministeriet 2007–2010. Han blev generaldirektör för avdelningen för iranier i utlandet 2010 och utnämndes 2012 till ambassadör i Sverige.